# Axe de communication
 (juin 2025).
Si vous disposez d'ouvrages ou d'articles de référence ou si vous connaissez des sites web de qualité traitant du thème abordé ici, merci de compléter l'article en donnant les références utiles à sa vérifiabilité et en les liant à la section « Notes et références ».

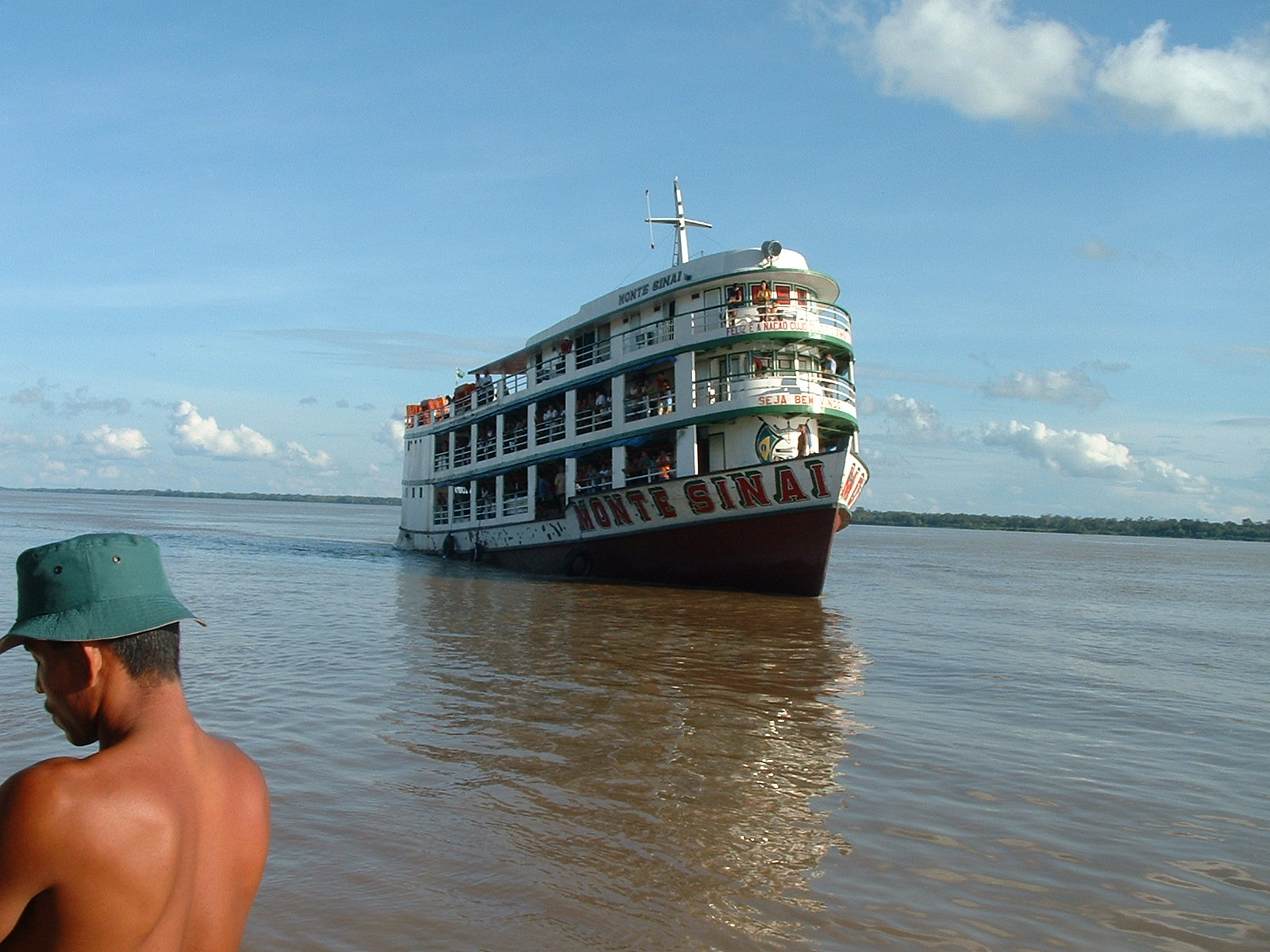
L'Amazone, axe de communication majeur de l'Amazonie.

Un axe de communication est une infrastructure de transport majeure dans un espace géographique donné, d'autres voies, généralement de moindre trafic, s'articulant en différents lieux et configurations avec elle. 
Un axe de communication peut concerner tout transport de personnes ou de marchandises, selon un mode pédestre, par traction animale, routier, ferroviaire, fluvial, etc. 
Ces axes sont essentiels dans tout aménagement et économie du territoire, et sont représentés généralement en réseau, selon leur fréquentation privilégiée : sentier, chemin, route, voie ferrée, cours d'eau, canal, etc. 
Sur mer, l'équivalent de l'axe de communication est la route maritime, pendant que l'espace aérien est traversé de manière préférentielle au moyen des routes aériennes.